# Campeonato Brasileiro Série B 2022
Il Campeonato Brasileiro Série B 2022 è stata la 41ª edizione del Campeonato Brasileiro Série B.

## Stagione

### Novità
A sostituire le retrocesse  Remo, Vitória, Confiança e Brasil de Pelotas, dalla Série B 2021 sono state promosse il Ituano, vincitore della Série C 2021, di ritorno in Série B dopo 14 stagioni d'assenza, il Tombense con la sua prima storica partecipazione, il Criciúma dopo due stagioni d'assenza e il Grêmio Novorizontino anch'esso alla sua prima storica partecipazione.
A sostituire le promosse Botafogo, Goiás, Coritiba e Avaí, dalla Série A 2021 sono retrocesse il Grêmio, di ritorno dopo 16 anni nella massima serie, Bahia, dopo cinque stagioni in Série A, il Sport Recife, tornato in Série B dopo due stagioni trascorse nella massima serie, e il Chapecoense, di ritorno in cadetteria dopo una stagione
Lo stato più rappresentate è quello di San Paolo (Grêmio Novorizontino, Guarani, Ituano e Ponte Preta) con quattro squadre. Con tre club Santa Catarina (Brusque, Chapecoense e Criciúma), con due club ciascuno ci sono Alagoas (CRB e CSA), Minas Gerais (Cruzeiro e Tombense), Paraná (Londrina e Operário-PR) e Pernambuco (Náutico e Sport Recife). Infine vantano una formazione cadauna Bahia (Bahia), Goiás (Villa Nova), Maranhão (Sampaio Corrêa), Rio de Janeiro (Vasco da Gama) e Rio Grande do Sul (Grêmio).

## Squadre partecipanti
| Squadra              | Città          | Stato             |
| -------------------- | -------------- | ----------------- |
| Bahia                | Salvador       | Bahia             |
| Brusque              | Brusque        | Santa Catarina    |
| Chapecoense          | Chapecó        | Santa Catarina    |
| CRB                  | Maceió         | Alagoas           |
| Criciúma             | Criciúma       | Santa Catarina    |
| Cruzeiro             | Belo Horizonte | Minas Gerais      |
| CSA                  | Maceió         | Alagoas           |
| Grêmio               | Porto Alegre   | Rio Grande do Sul |
| Grêmio Novorizontino | Novo Horizonte | San Paolo         |
| Guarani              | Campinas       | San Paolo         |
| Ituano               | Itu            | San Paolo         |
| Londrina             | Londrina       | Paraná            |
| Náutico              | Recife         | Pernambuco        |
| Operário-PR          | Ponta Grossa   | Paraná            |
| Ponte Preta          | Campinas       | San Paolo         |
| Sampaio Corrêa       | São Luís       | Maranhão          |
| Sport Recife         | Recife         | Pernambuco        |
| Tombense             | Tombos         | Minas Gerais      |
| Vasco da Gama        | Rio de Janeiro | Rio de Janeiro    |
| Vila Nova            | Goiânia        | Goiás             |

## Allenatori
| Squadra              | Allenatore                                                       |
| -------------------- | ---------------------------------------------------------------- |
| Bahia                | - Guto Ferreira - Enderson Moreira - Eduardo Barroca             |
| Brusque              | - Waguinho Dias - Luan Carlos - Gilson Kleina                    |
| Chapecoense          | - Gilson Kleina - Marcelo Cabo - Gilmar Dal Pozzo                |
| CRB                  | - Marcelo Cabo - Daniel Paulista                                 |
| Criciúma             | Cláudio Tencati                                                  |
| Cruzeiro             | Paulo Pezzolano                                                  |
| CSA                  | - Mozart - Alberto Valentim - Roberto Fernandes                  |
| Grêmio               | - Roger Machado - Renato Portaluppi                              |
| Grêmio Novorizontino | - Allan Aal - Rafael Guanaes - Mazola Júnior                     |
| Guarani              | - Daniel Paulista - Marcelo Chamusca - Mozart                    |
| Ituano               | - Mazola Júnior - Carlos Pimentel                                |
| Londrina             | Adílson Batista                                                  |
| Náutico              | - Felipe Conceição - Roberto Fernandes - Elano - Dado Cavalcanti |
| Operário-PR          | - Claudinei Oliveira - Matheus Costa                             |
| Ponte Preta          | Hélio dos Anjos                                                  |
| Sampaio Corrêa       | Léo Condé                                                        |
| Sport Recife         | - Gilmar Dal Pozzo - Lisca - Claudinei Oliveira                  |
| Tombense             | - Hemerson Maria - Bruno Pivetti                                 |
| Vasco da Gama        | - Zé Ricardo - Maurício Souza - Jorginho                         |
| Vila Nova            | - Higo Magalhães - Dado Cavalcanti - Allan Aal                   |

## Classifica
|  | Pos. | Squadra              | Pt | G  | V  | N  | P  | GF | GS | DR  |
|  | ---- | -------------------- | -- | -- | -- | -- | -- | -- | -- | --- |
|  | 1.   | Cruzeiro             | 78 | 38 | 23 | 9  | 6  | 57 | 26 | +31 |
|  | 2.   | Grêmio               | 65 | 38 | 17 | 14 | 7  | 50 | 26 | +24 |
|  | 3.   | Bahia                | 62 | 38 | 17 | 11 | 10 | 43 | 29 | +14 |
|  | 4.   | Vasco da Gama        | 62 | 38 | 17 | 11 | 10 | 48 | 36 | +12 |
|  | 5.   | Sampaio Corrêa       | 58 | 38 | 16 | 10 | 12 | 48 | 42 | +6  |
|  | 6.   | Ituano               | 57 | 38 | 15 | 12 | 11 | 42 | 34 | +8  |
|  | 7.   | Sport Recife         | 57 | 38 | 15 | 12 | 11 | 37 | 31 | +6  |
|  | 8.   | Criciúma             | 56 | 38 | 14 | 14 | 10 | 43 | 31 | +12 |
|  | 9.   | Londrina             | 53 | 38 | 14 | 11 | 13 | 36 | 37 | -1  |
|  | 10.  | Guarani              | 51 | 38 | 13 | 12 | 13 | 33 | 36 | -3  |
|  | 11.  | CRB                  | 50 | 38 | 13 | 11 | 14 | 35 | 43 | -8  |
|  | 12.  | Ponte Preta          | 49 | 38 | 12 | 13 | 13 | 34 | 36 | -2  |
|  | 13.  | Vila Nova            | 47 | 38 | 9  | 20 | 9  | 28 | 31 | -3  |
|  | 14.  | Chapecoense          | 45 | 38 | 11 | 12 | 15 | 37 | 39 | -2  |
|  | 15.  | Tombense             | 45 | 38 | 10 | 15 | 13 | 38 | 47 | -9  |
|  | 16.  | Grêmio Novorizontino | 44 | 38 | 11 | 11 | 16 | 44 | 49 | -5  |
|  | 17.  | CSA                  | 42 | 38 | 9  | 15 | 14 | 29 | 37 | -8  |
|  | 18.  | Brusque              | 34 | 38 | 8  | 10 | 20 | 21 | 38 | -17 |
|  | 19.  | Operário-PR          | 34 | 38 | 7  | 13 | 18 | 31 | 53 | -22 |
|  | 20.  | Náutico              | 30 | 38 | 8  | 6  | 24 | 32 | 65 | -33 |

Legenda 2023:
      Promosse in Série A
      Retrocesse in Série C
Note:
Tre punti a vittoria, uno a pareggio, zero a sconfitta.

### Tabellone
|                | BAH  | BRU  | CHA  | CRB  | CRI  | CRU  | CSA  | GRE  | GUA  | ITU  | LON  | NAU  | NOV  | OPF  | PON  | SAM  | SPO  | TOM  | VAS  | VIL  |
| -------------- | ---- | ---- | ---- | ---- | ---- | ---- | ---- | ---- | ---- | ---- | ---- | ---- | ---- | ---- | ---- | ---- | ---- | ---- | ---- | ---- |
| Bahia          | –––– | 1-0  | 0-1  | 1-1  | 2-1  | 2-0  | 1-0  | 0-0  | 1-1  | 2-0  | 4-0  | 3-0  | 0-1  | 2-2  | 2-1  | 1-0  | 1-0  | 3-1  | 2-1  | 1-1  |
| Brusque        | 0-2  | –––– | 0-0  | 0-0  | 0-2  | 0-0  | 2–0  | 1-1  | 1-0  | 0-1  | 0-1  | 1-2  | 2-2  | 2-0  | 2-1  | 1-1  | 0-1  | 1-0  | 1-0  | 0-1  |
| Chapecoense    | 3-1  | 1-0  | –––– | 1-2  | 2-3  | 0-2  | 1-0  | 0-0  | 0-0  | 1-1  | 0-3  | 1-0  | 2-2  | 1-1  | 3-0  | 2-0  | 0-1  | 3-2  | 0-0  | 1-2  |
| CRB            | 1-2  | 1-1  | 2-1  | –––– | 0-0  | 0-2  | 0-0  | 2-0  | 1-1  | 1-1  | 1-0  | 1-2  | 2-1  | 2-1  | 1-1  | 2-1  | 2-0  | 0-0  | 1-1  | 1-0  |
| Criciúma       | 0-0  | 0-1  | 2-0  | 3-0  | –––– | 0-1  | 2-1  | 2-0  | 1-1  | 3-0  | 1-0  | 2-1  | 1-1  | 2-0  | 1-1  | 3-1  | 1-1  | 2-0  | 0-1  | 1-0  |
| Cruzeiro       | 1-0  | 1-0  | 1-1  | 2-0  | 1-1  | –––– | 3–2  | 1-0  | 0-1  | 1-1  | 1-0  | 4-0  | 2-1  | 1-0  | 2-0  | 2-0  | 2-1  | 2-0  | 3-0  | 2-0  |
| CSA            | 1-1  | 1-0  | 1-1  | 1-1  | 1-1  | 1-1  | –––– | 1-1  | 1–2  | 1-3  | 0-1  | 2-0  | 2-1  | 0-0  | 0-1  | 0-0  | 1-0  | 2-0  | 2-0  | 1-0  |
| Grêmio         | 1-1  | 3-0  | 0-1  | 2-0  | 0-0  | 2-2  | 2-0  | –––– | 3-1  | 0-1  | 1-0  | 2-0  | 2-0  | 5-1  | 2-1  | 2-0  | 3-0  | 3-0  | 2-1  | 2-1  |
| Guarani        | 0-2  | 1-1  | 1-0  | 1-0  | 1-0  | 1-0  | 0-0  | 1-2  | –––– | 0-2  | 1-0  | 1-0  | 2-0  | 0-3  | 0-0  | 3-0  | 0-0  | 2-1  | 0-0  | 1-1  |
| Ituano         | 1-0  | 2-0  | 1-0  | 1-0  | 1-2  | 1-1  | 0-0  | 1-1  | 2-1  | –––– | 0-0  | 0-0  | 1-0  | 0-0  | 1-2  | 1-0  | 4-1  | 3-0  | 0-1  | 3-1  |
| Londrina       | 1-1  | 2-1  | 2-1  | 1-0  | 1-1  | 1-2  | 0-0  | 1-1  | 3-1  | 0-2  | –––– | 2-0  | 1-1  | 2-1  | 0-2  | 1-0  | 2-1  | 1-1  | 0-1  | 2-2  |
| Náutico        | 0-1  | 1-0  | 1-2  | 2-1  | 1-1  | 0-1  | 1-1  | 0-3  | 1-1  | 2-0  | 1-2  | –––– | 3-1  | 2-0  | 0-1  | 1-3  | 1-1  | 4-3  | 2-3  | 1-2  |
| Novorizontino  | 1-1  | 1-0  | 0-3  | 3-1  | 3-1  | 1-4  | 1-1  | 2-0  | 1-2  | 2-1  | 0-1  | 6-0  | –––– | 2-1  | 1-1  | 0-0  | 0-0  | 1-3  | 2-0  | 1-1  |
| Operário-PR    | 0-1  | 0-0  | 2-1  | 2-3  | 2-0  | 1-2  | 0-0  | 0-1  | 0-1  | 3-2  | 1-0  | 1-0  | 0-3  | –––– | 2-0  | 1-1  | 0-0  | 0-0  | 2-3  | 1-1  |
| Ponte Preta    | 2-0  | 2-0  | 0-0  | 1-0  | 1-1  | 1-4  | 0-2  | 0-0  | 1-0  | 1-1  | 1-2  | 1-0  | 0-1  | 3-0  | –––– | 0-0  | 1-0  | 0-0  | 3-1  | 1-1  |
| Sampaio Corrêa | 2-0  | 3-1  | 2-1  | 1-2  | 1-1  | 1-1  | 2-0  | 2-1  | 2-1  | 2-0  | 2-1  | 2-0  | 2-1  | 1-1  | 2-1  | –––– | 4-1  | 1-1  | 3-1  | 2-0  |
| Sport Recife   | 1-0  | 0-0  | 1-0  | 0-1  | 1-1  | 3-1  | 4-0  | 0-0  | 2-1  | 1-0  | 2-0  | 2-1  | 1-0  | 5-1  | 2-1  | 1-0  | –––– | 2-0  | 1-1  | 0-0  |
| Tombense       | 1-0  | 1-0  | 2-1  | 1-2  | 1-0  | 1-1  | 2-1  | 2-2  | 1-1  | 2-1  | 1-1  | 1-1  | 2-0  | 1-1  | 0-0  | 3-0  | 1-0  | –––– | 1-1  | 0-0  |
| Vasco da Gama  | 1-0  | 2-0  | 0-0  | 4-0  | 2-1  | 1-0  | 1-0  | 0-0  | 2–1  | 1-1  | 1-1  | 4-1  | 3-0  | 3-0  | 1-0  | 2-3  | 0-0  | 3–1  | –––– | 1-1  |
| Vila Nova      | 1-1  | 0-2  | 0-0  | 1-0  | 1-0  | 1-0  | 1-2  | 0-0  | 2-1  | 1-1  | 0-0  | 2-0  | 0-0  | 0-0  | 1-1  | 0-0  | 0-0  | 1-1  | 1-0  | –––– |